# بوزوروبايلوس دي لا مانتشا
بلدية بوزوروبايلوس دي لا مانتشا (بالإسبانية: Pozorrubielos de la Mancha)‏، هي إحدى بلديات مقاطعة قونكة إحدى مقاطعات إسبانيا، و التي تقع في منطقة قشتالة لا منتشا وسط البلاد، و المائلة لجهة الشرق من إسبانيا.
يبلغ عدد سكانها 317 نسمة وفقاً لإحصائية سنة (2007).